# Тіамін
Тіамі́н (від грец. θειον — сірка; вітамін B1, аневрин) — водорозчинний вітамін.

## Загальні відомості
У природі синтезується рослинами і деякими мікроорганізмами (найбільше його міститься в дріжджах, хлібних злаках, картоплі). В організм людини і більшості тварин тіамін надходить з їжею. Його недостача в раціоні спричинює гіповітаміноз, а відсутність його призводить до розвитку хвороби бері-бері, що характеризується ураженням периферичних нервів, серцево-судинної, травної та м'язової систем. Фізіологічне значення тіаміну зумовлюється його участю в процесах обміну речовин. У формі етеру — тіамінпірофосфату (ТПФ, кокарбоксилази) виконує функцію коферменту в процесах декарбоксилювання α-кетокислот, пентозофосфатного циклу; при нестачі тіаміну гальмуються деякі реакції трикарбонових кислот циклу Кребса. Він необхідний для утворення ацетилхоліну — агента, який передає нервові імпульси.
Потреба тіаміну для дорослої людини становить 2-3 мг на добу і збільшується взимку, при вживанні великої кількості вуглеводів, а також ця потреба значно збільшується у разі хронічних інфекційних хвороб, хірургічних втручань, опікової недуги, цукрового діабету, при тривалому лікуванні антибіотиками та сульфаніламідними препаратами. У медицині одержані синтетично препарати тіаміну застосовують для запобігання гіповітамінозу та лікування невритів, радикулітів, невралгій, периферичних паралічів, виразкової хвороби шлунка і дванадцятипалої кишки, атонії кишечника.

На тіамін багаті крупи, борошно грубого помелу, бобові, свинина. Він руйнується в лужному середовищі: при додаванні до тіста соди, надто швидкому варінні квасолі та гороху тощо.

## Функції
- енергетичний метаболізм;
- передавання нервових імпульсів у мозок;
- метаболізм нейромедіаторів (ацетилхолін і серотонін);
- синтез колагену та інших білків.

## Підвищена небезпека дефіцитних станів
- надмірне вживання алкоголю;
- дієта з великою кількістю збагачених вуглеводів і обробленою їжею;
- старечий вік;
- зловживання кавою чи чорним чаєм;
- недостача фолатів (порушення абсорбції тіаміну);
- інтенсивне фізичне навантаження;
- гарячка, стрес, опіки, гіпертиреоз, захворювання печінки;
- періоди швидкого росту: вагітність і лактація, підлітковий вік;
- використання оральних контрацептивів.

## Наслідки дефіцитних станів
- порушення сприйняття і рефлексів;
- нерівномірна ходьба, порушення її балансу;
- розумова відсталість, проблеми з навчанням і запам'ятовуванням, часті головні болі, безсоння;
- індивідуальні зміни (депресія, роздратованість);
- м'язова слабкість (особливо в ділянці стегон);
- кардіопатія, порушення серцебиття, задишка, анемія;
- порушення утворення енергії і швидка втомлюваність;
- порушення синтезу білків (колагену), повільне загоєння ран;
- низька протидія інфекційним захворюванням;
- втрата апетиту, запори.

## Токсичність
Тіамін практично нетоксичний. Дози, що перевищують 200 мг в день, можуть викликати сонливість у деяких пацієнтів. Нечасті алергічні реакції були зафіксовані після ін'єкцій тіаміну.